# 六同郡
六同郡，中国南北朝时设置的郡。
南朝梁大同十年（544年），设置六同郡，属戎州。治所在僰道县（今四川省宜宾市。一说在今宜宾县西安边镇）。辖境相当今四川宜宾市、南溪区、高县等地。承圣二年（553年）被西魏占领。北周治所在南广县（今宜宾市东李庄镇），保定三年（563年）僰道县改为外江县，下辖外江县、南广县。隋文帝开皇三年（583年）废六同郡，外江县、南广县属戎州。